# Little Swan Island (Tasmanien)
Little Swan Island ist eine Insel mit einer Fläche von 12,64 Hektar an der nordöstlichen Küste von Tasmanien, Australien. Die Insel ist Teil der Waterhouse-Island-Gruppe.

## Fauna
Zu den auf der Insel festgestellten brütenden Meeresvögeln gehören Zwergpinguin, Lummensturmvogel, Fregattensturmschwalbe, Dickschnabelmöwe, Ruß-Austernfischer und Brillenpelikan. Auf der Insel lebt die südlichste Kolonie von Brillenpelikanen in Australien. Es gibt Skinke.